# Alto do Carvalho
Alto do Carvalho é um bairro localizado no município baiano de Ilhéus.